# 中国共産党貴州省委員会
中国共産党貴州省委員会（ちゅうごくきょうさんとうきしゅうしょういいんかい）は中国共産党に所在する貴州省を運営する組織である。
中国共産党貴州省委員は中国共産党貴州省大会という選挙によって選出される。大会が開催されていない期間は、中国共産党中央委員会の指示を貴州省で実行し、貴州省の行動を指導し、中国共産党中央委員会に定期的に報告する。

## 職責
『中国共産党地方委員会工作条例』によると、中国共産党地方委員会は主に政治、思想と組織指導を実行し、以下の職能を担う：
1. 地域の主要な問題についての意思決定を行う。
2. 法的手続きを通じて、党組織の主張を地方の規制、地方政府の規則又はその他の政令にする。
3. 地域の思想文化宣伝工作に対する指導を強化し、イデオロギー工作の指導権、発言権をしっかりと掌握する。
4. 幹部管理権限に従い幹部を任免し、管理し、地方国家機関、政協組織、人民団体、国有企業事業単位等に重要幹部を推薦する。
5. 人民代表大会、政府、政治協商会議、裁判所、検察院、人民団体などが法により規約に基づき独立して責任を負い、協調一致して業務を展開することを支持・保証し、これらの組織における党グループの指導の核心的役割を発揮する。
6. 地域の群団活動と統一戦線活動に対する指導を強化する。
7. 所属する党組織と広範な党員を動員、組織し、大衆を団結させて党の目標任務を実現する。

## 構成機関
『貴州省機構改革方案』によると、中国共産党貴州省委員会には15の工作機関が設置され、工作機関が管理する機関（副庁級）が1つある。中国共産党貴州省委員会は以下の機構を設置している：
- 中国共産党貴州省委員会弁公庁

### スキル部門
- 中国共産党貴州省委員会組織部
- 中国共産党貴州省委員会宣伝部
- 中国共産党貴州省委員会統一戦線工作部
- 中国共産党貴州省委員会政法委員会

### 仕事部門
- 中国共産党貴州省委員会組織部政策研究室
- 中国共産党貴州省委員会組織部国家安全委員会弁公室
- 中国共産党貴州省委員会網絡安全・情報化委員会弁公室
- 中国共産党貴州省委員会財経委員会弁公室
- 中国共産党貴州省委員会機構編成委員会弁公室
- 中国共産党貴州省委員会軍民融合発展委員会弁公室
- 中国共産党貴州省委員会台港澳工作弁公室
- 中国共産党貴州省委員会巡回指導者小組弁公室
- 中国共産党貴州省委員会老幹部局

### 派遣機関
- 中国共産党貴州省委員会直属機関工作委員会

### 直属事業単位
- 中国共産党貴州省委員会党校
- 貴州社会主義学院
- 『貴州日報（中国語版）』社
- 中国共産党貴州省委員会党史研究院
- 貴州省公文書館

……

### 作業組織が管理する機関
- 中国共産党貴州省委員会機密局（省委員会弁公庁が管理する）

## 歴代の書記
| 肖像 | 氏名   | 氏名（簡体字） | 就任          | 退任          | 注    |
| ---- | ------ | -------------- | ------------- | ------------- | ----- |
|      | 蘇振華 | 苏振华         | 1949年2月     | 1954年5月     |       |
|      | 周林   | 周林           | 1954年12月    | 1964年10月    |       |
|      | 李大章 | 李大章         | 1964年11月    | 1965年4月     |       |
|      | 賈啓允 | 贾启允         | 1965年5月     | 1967年11月    |       |
|      | 李再含 | 李再含         | 1967年12月    | 1969年10月    |       |
|      | 藍亦農 | 蓝亦农         | 1969年10月    | 1973年9月     |       |
|      | 魯瑞林 | 鲁瑞林         | 1973年9月     | 1977年2月     |       |
|      | 馬力   | 马力           | 1977年2月     | 1979年9月     |       |
|      | 池必卿 | 池必卿         | 1979年9月     | 1985年3月     |       |
|      | 朱厚沢 | 朱厚泽         | 1985年4月     | 1985年7月     |       |
|      | 胡錦濤 | 胡锦涛         | 1985年7月     | 1988年12月    |       |
|      | 劉正威 | 刘正威         | 1988年12月    | 1993年7月     |       |
|      | 劉方仁 | 刘方仁         | 1993年7月     | 2001年1月     |       |
|      | 銭運録 | 钱运录         | 2001年1月     | 2005年12月    |       |
|      | 石宗源 | 石宗源         | 2005年12月    | 2010年8月     |       |
|      | 栗戦書 | 栗战书         | 2010年8月     | 2012年7月18日 | [ 1 ] |
|      | 趙克志 | 赵克志         | 2012年7月18日 | 2015年7月     | [ 1 ] |
|      | 陳敏爾 | 陈敏尔         | 2015年7月     | 2017年7月     | [ 2 ] |
|      | 孫志剛 | 孙志刚         | 2017年7月     | 2020年11月    | [ 3 ] |
|      | 諶貽琴 | 谌贻琴         | 2020年11月    | 2022年12月    | [ 4 ] |
|      | 徐麟   | 徐麟           | 2022年12月    | 現在          | [ 5 ] |

## 歴代の構成員
第十一期省委（2012年4月-2017年4月）
- 書記：栗戦書（-2012年7月）、趙克志（2012年7月-2015年7月）、陳敏爾（2015年7月-）
- 副書記：趙克志（-2012年7月）、陳敏爾（-2015年7月）、李軍（2013年4月-2014年12月）、諶貽琴（女、白族）（2015年4月-）、孫志剛（2015年10月-）
- 常務委員：栗戦書（-2012年7月）、趙克志（-2015年7月）、陳敏爾、李軍（-2014年12月）、崔亜東（-2013年4月）、諶貽琴（女、白族）、宋璇濤（-2017年3月）、劉暁凱（苗族）、石暁（-2014年4月）、孫永春、喩紅秋（女）（-2013年11月）、秦如培、廖国勛（土家族）（-2015年4月）、陳剛（2013年6月-）、張広智（2014年4月-2016年11月）、王盛槐（2014年5月-）、王暁光（2014年4月-）、慕徳貴（2015年4月-）、孫志剛（2015年10月-）、劉奇凡（2016年1月-2016年10月）、李再勇（2016年12月-）、夏紅民（2017年3月-）、李邑飛（中国語版）（2017年3月-）

第十二期省委（2017年4月-2022年4月）
- 書記：陳敏爾（-2017年7月）、孫志剛（2017年7月-2020年11月）、諶貽琴（女，白族）（2020年11月-）
- 副書記：孫志剛（-2017年7月）、諶貽琴（女、白族）（-2020年11月）、藍紹敏（2020年9月-）、李炳軍（2020年11月-）
- 常務委員：陳敏爾（-2017年7月）、孫志剛（-2020年11月）、諶貽琴（女、白族）、劉暁凱（苗族）（-2018年3月）、秦如培（-2018年1月）、陳剛（-2017年6月）、慕徳貴（-2020年1月）、夏紅民（-2021年11月）、王暁光（-2018年3月）、李邑飛（-2020年5月）、李再勇（仡佬族）、龍長春（苗族、-2021年1月病逝）、唐承沛（2017年7月-2018年3月）、趙徳明 （瑶族、2018年5月-）、劉捷（2018年5月-2021年12月）、厳朝君（2018年10月-2020年12月）、時光輝（2018年11月-）、王艶勇（2018年12月-）、盧雍政（2020年1月-）、藍紹敏（2020年9月-）、呉強（侗族、2020年9月-）、李炳軍（2020年11月-）、胡忠雄（中国語版）（2021年2月-）、李元平（2021年12月-）

第十三期省委（2022年4月至今）
- 書記：諶貽琴（女、白族）（-2022年12月）、徐麟（2022年12月-）
- 副書記：李炳軍、時光輝（-2024年10月）、馬漢成（2024年12月-）
- 常務委員：諶貽琴（女、白族）（-2022年12月）、李炳軍、時光輝、李元平、盧雍政、呉強（侗族）、胡忠雄、譚炯（-2023年2月）、呉勝華（布依族）、李睿、時玉宝、陳少波（土家族）(-2024年1月）、李輝（2022年9月-2023年3月）、徐麟（2022年12月-）、王雷（2023年3月-）、郭強（2023年4月-）、郭錫文（2024年3月-）、馬漢成（2024年12月-）